# Coniesta ignefusalis
Coniesta ignefusalis là một loài bướm đêm trong họ Crambidae.